# 赵飞燕别传
《赵飞燕别传》，宋代传奇小说，仿造《赵飞燕外传》而作，但其思想性、艺术性和影响力皆不如外传。别传今见于宋刘斧的《青琐高议》之中，秦醇著。胡应麟认为别传乃是“盖六朝人作，而宋秦醇子复补缀以传者也。”
鲁迅认为“其文芜杂，亦间有俊语”，“文中有‘兰汤滟滟，昭仪坐其中，若三尺寒泉浸明玉’语，明人遂或击节诧为真古籍”，“但文辞殊胜而已”。